# Margaret Clay Ferguson
Margaret Clay Ferguson, född 20 augusti 1863, död 28 augusti 1951, var en amerikansk botaniker.
Margaret Clay Ferguson blev filosofie doktor och assistent i botanik vid Cornell University 1901, associated professor i botanik vid Wellesley College 1904, var professor där 1906–1930 och därtill direktör för den botaniska trädgården från 1924. Hon företog resor till ett flertal länder i Europa, till Alaska och Mexico, Hawaii, Samoa, Australien och Nya Zeeland. Ferguson var preses för Botanical Society of America 1929. Efter att i sina tidigaste arbeten ha behandlat svamparnas sporbildning och tallsläktets embryologi (Contributions to the knowledge of the life history of Pinus i Proceedings of the Washington Academy of Science, 1904) kom Ferguson under senare att studera Petuniasläktets cytologi och genetik.